# Palazzo D'Ayala
Il Palazzo D'Ayala è un edificio di valore storico e architettonico di Napoli, sito lungo il corso Vittorio Emanuele nel quartiere Chiaia.

## Storia e descrizione
Il palazzo fu voluto dalla nobile famiglia dei D'Ayala, marchesi di Valva, e completato nel 1876, data riportata sul fermaportone all'ingresso. In pratica è uno degli ultimi edifici civili della città a esser sorto grazie a una committenza puramente aristocratica. In stile neoclassico, presenta una facciata di cinque piani (compreso il piano terra) sormontata da un cornicione dentellato e al centro della cui base in bugnato liscio si erge un alto portale in piperno, consistente in un arco a tutto sesto, affiancato da due lesene e sulla cui chiave di volta vi è una voluta ornamentale. Oltrepassato l'androne, si ha il cortile, il quale è chiuso in alto da una copertura in vetro e ferro e sulla cui parete di fondo si innalza una scala aperta dall'unica arcata ribassata per livello, ognuna delle quali è chiusa da una vetrata. Sotto la sopracitata scala vi è un passaggio che porta a un piccolo spazio posteriore a contatto con una parete di tufo sopra la quale vi è il Parco Grifeo.
Alcune fonti ne attribuiscono la progettazione a Errico Alvino. Se la cosa fosse definitivamente confermata, sarebbe dunque la sua ultima opera architettonica.
Nel 1904 sempre i D'Ayala commissionarono una cappella dall'abside mosaicato situata di fianco rispetto al palazzo.
Allo stato attuale è un condominio privato in eccellenti condizioni di conservazione.